# Последние дни Помпеи (фильм, 1972)
«Последние дни Помпеи» — советский художественный фильм 1972 года, снятый режиссёром Иосифом Шапиро на киностудии «Ленфильм».

## Сюжет
В курортном городке гастролирует заезжая бригада эстрадных артистов. Увидев яркие афиши, люди охотно раскупают билеты. Но номера такие слабые, что некоторые зрители скучают и не могут досидеть до конца представления. За попытку компании молодых людей тихо уйти во время выступления возмущённая руководительница коллектива и администратор концертного зала вызывают участкового милиционера, который забирает молодёжь в отделение милиции. Митя, парень из компании, решает разоблачить руководительницу коллектива и заодно выяснить, откуда взялись эти артисты-халтурщики. Для этого среди артистов запускается слух о проверяющем из Москвы с классической фразой «К нам едет ревизор…».

## В ролях
- Иван Дмитриев — Евгений Мамайский, художественный руководитель труппы
- Людмила Аринина — Помпея Михайловна Мамайская
- Лев Лемке — Семён Семёнович Казак, администратор
- Александр Демьяненко — Филимон Купер, конферансье-куплетист
- Игорь Дмитриев — Полумухин, дрессировщик
- Светлана Мазовецкая — Клава, пианистка
- Наталья Воробьёва — Алла Спиридоновна, ассистентка Полумухина
- Борис Сичкин — Владимир Александрович Кукин
- Алексей Смирнов — Еремей Бабин
- Людмила Ксенофонтова — жена Бабина
- Виталий Соломин — Аркадий Степанов, лжеревизор
- Тамаз Толорая — Митя
- Евгения Сабельникова — Наташа
- Галина Чигинская — Вика
- Котэ Толорая — дядя Георгий, старшина милиции
- Елена Фёдорова — Колокольцева
- Юрий Федотов — Тюрин

### В эпизодах
- Гликерия Богданова-Чеснокова — хористка
- Сергей Гурзо — зритель
- Владимир Емельянов — пожарный инспектор
- Анатолий Королькевич — Иван Иванович Бирбраер, дирижёр
- Тамара Тимофеева — зрительница
- Зинаида Афанасенко — Нина Павловна
- Любовь Малиновская — Нина Павловна

## Съёмочная группа
- Сценарий Бориса Ласкина, Леонида Лиходеева
- Постановка Иосифа Шапиро
- Главный оператор — Вадим Грамматиков
- Главный художник — Алексей Федотов
- Звукооператор — Евгений Нестеров
- Композитор — Александр Колкер
- Текст песен Кима Рыжова

## Рецензия
- Иванова В. Вот придет Фикус … // Искусство кино, 1973, № 9, с. 65—69